# Parallelia amygdalis
Parallelia amygdalis är en fjärilsart som beskrevs av Moore 1887. Parallelia amygdalis ingår i släktet Parallelia och familjen nattflyn. Inga underarter finns listade i Catalogue of Life.